# Zhenghecaris shankouensis
Zhenghecaris shankouensis ist eine ausgestorbene Art aus der Klasse der zweischaligen Gliederfüßer Thylacocephala.

## Merkmale
Die Art hatte eine lange und gleichmäßig konvexe Struktur. Das hintere Rostrum war kräftig und das vordere Rostrum spitz zulaufend. Die Sehkerbe, ein Ausschnitt, aus dem die kleinen, elliptischen, gestielten Augen herausragen, war stark konkav. Der bauchseitige Rand war mittig abgeschnitten und verlief geradlinig. Die äußere Oberfläche des Panzers war mit feinen runzeligen und tuberkelartigen Mikroornamenten versehen.
Extremitäten und andere Weichteile sind nicht erhalten geblieben.

## Etymologie
Der Gattungsname Zhenghecaris wurde zu Ehren des chinesischen Admirals Zheng He (chinesisch 鄭和 / 郑和, W.-G. Cheng Ho) (1371–1435) gewählt. Der Zusatz caris ist das lateinische Wort für Garnele. Das Artepitheton stammt von der Typlokalität Shankou.

## Fundort
Zhenghecaris shankouensis ist der bisher größte (Holotyp 125 mm lang) zweischalige Gliederfüßer (Arthropoda) aus dem Maotianshan-Schiefer in der Provinz Yunnan in Südchina. Insgesamt 5 Exemplare dieser Art wurden dort in der Eoredlichia-Wutingaspis-Trilobiten-Zone gefunden.

## Systematik
Die Art Zhenghecaris shankouensis zählt wegen des dorsal verschmolzenen und seitlich zusammengedrückten Panzer mit vorderen und hinterem Rostrum, sowie wegen der gut entwickelten gestielten Augen, welche über die vordere Sehkerbe herausragen, zu den Thylacocephala.